# Ilisoa
Ilisoa là một chi nhện trong họ Cyatholipidae.

## Các loài
The World Spider Catalogo 12.0:
- Ilisoa conjugalis Griswold, 2001
- Ilisoa hawequas Griswold, 1987
- Ilisoa knysna Griswold, 1987